# Walter Neff

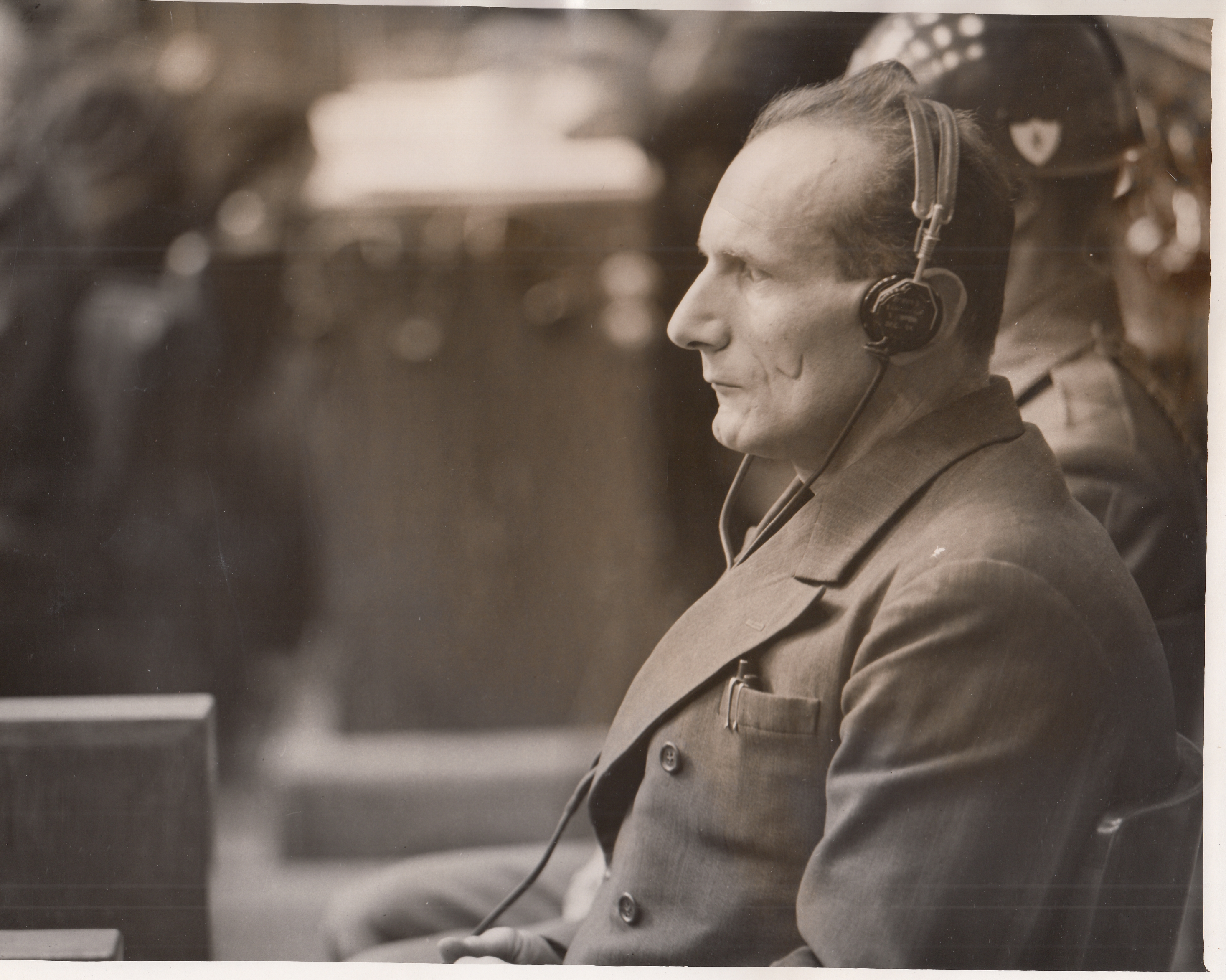
Walter Neff als Zeuge im Nürnberger Ärzteprozess 1946/47

Walter Neff (* 22. Februar 1909 in Westheim; † 31. August 1960 in München) war deutscher Funktionshäftling und Oberpfleger im KZ Dachau. Neff war führend am Dachauer Aufstand vom 28. April 1945 beteiligt.

## Leben
Neff war von Beruf Landwirt und ab den 1930er Jahren als Gutsverwalter in einem landwirtschaftlichen Betrieb in Österreich tätig. Nach dem Anschluss Österreichs an das Deutsche Reich wurde Neff noch im März 1938 verhaftet. Neff hatte zuvor einen von Nationalsozialisten geplanten Bombenanschlag auf einen Gendarmerieposten angezeigt, was zur Festnahme der Verdächtigen geführt hatte. Am 14. März 1938 wurde Neff ins KZ Dachau überstellt und musste dort aufgrund verschärfter Schutzhaft neun Monate in Einzelhaft verbringen. Nach Aufhebung der Einzelhaft am 24. Dezember 1938 wurde Neff der Strafkompanie zugeteilt, der er bis zum Ende der verschärften Schutzhaft im März 1939 angehörte. Nach einem kurzen Aufenthalt im Krankenrevier, wo sich Neff etwas regenerieren konnte, wurde er durch den Schutzhaftlagerführer Adam Grünewald zur Arbeit auf die „Plantage“ versetzt, wo Heilkräuter gepflanzt wurden. Dort arbeitete er in der landwirtschaftlichen Versuchsabteilung. Ab 1940 war Neff als Stubenältester eingesetzt und erhielt bald darauf durch den Lagerältesten Georg Scherer eine Stellung als Häftlingspfleger im Krankenrevier.
Ab 1941 war Neff als Oberpfleger im Krankenrevier tätig und wurde mit dem Aufbau einer Tuberkulose-Versuchsstation in Block 5 beauftragt. Diese Anordnung ging auf einen Befehl des Reichsführers SS Heinrich Himmler zurück, der den Nutzen homöopathischer Therapien an tuberkulosekranken Häftlingen testen lassen wollte. Dort selektierte er auf Anordnung des Arztes Rudolf Brachtel 50 schwerkranke Häftlinge zur Vergasung in der NS-Tötungsanstalt Hartheim aus. Andererseits entließ Neff 26 kranke Häftlinge aus der TBC-Station, als wiederum eine Selektion bevorstand. Diese wurden jedoch durch den Blockältesten Robert Wagner denunziert und daraufhin vergast. Vielen Mithäftlingen konnte Neff auf der Tuberkulosestation jedoch helfen. Ihm zu Ehren komponierte der Häftling Emil Frantisek Burian 1941 /1942 den sogenannten „TBC-Marsch“ mit Text des Häftlings Hans Helmuth Breiding:
Was ist denn heute hier im Hause los?

Denn jeder freut sich so und lächelt bloß.

Sagt, was ist denn da geschehen.

Im ganzen Hause gibt es keine Ruh.

Und alle Türen fliegen auf und zu.

Selbst die Schwächsten können gehen.

Weil wir singen unser neues schönes Lied,

das von Mund zu Mund alle Stuben durchzieht.

Und deshalb singen alle fröhlich mit,

und stimmet ein mit uns und haltet Schritt,

denn heut sind wir ja alle fidel.

Wir sind die Patienten

aber du bist unser Herr!

Wenn wir nur recht könnten

dankten wir Dir noch viel mehr!

Sei Du der Behüter

unserer Gemüter!

Dass uns ein Leid nicht treff – Walter Neff

Dass uns ein Leid nicht treff – Walter Neff!
(Zitiert in Lieder aus Konzentrationslagern.)
Ende Februar 1942 wurde Neff durch Ärzte der Luftwaffe mitgeteilt, dass in dem Tuberkuloseblock medizinische Experimente an Häftlingen geplant seien. Um Schlimmeres zu verhindern und auf Bitten von Mithäftlingen entschloss sich Neff, auf diesem Posten zu bleiben. Unter dem Arzt Sigmund Rascher war Neff für die medizinische Betreuung der Häftlinge zuständig, die Raschers Opfer bei Unterdruck- und Unterkühlungsversuchen waren. Neff wurde in der Folge zu einer Art Versuchsassistenten Raschers, der jedoch im Rahmen seiner Möglichkeiten auch Versuchsopfern half und einen Versuch sabotierte. Auf Betreiben Raschers wurde Neff am 15. September 1942 durch Himmler aus dem KZ Dachau entlassen und bezog eine Wohnung in Dachau. Er wurde jedoch als Zivilangestellter der Waffen-SS zwangsverpflichtet und musste als Polizeireservist weiter unter Rascher im KZ Dachau arbeiten. Neff, der kurzzeitig im Lager eine Polizeiuniform trug, konnte schließlich seine Tätigkeit im KZ Dachau in Zivilkleidung ausüben. Am 7. Oktober 1942 bedankte er sich schriftlich bei Himmler für seine „Stellungnahme in meiner Schutzhaftangelegenheit sowie für die Hilfsbereitschaft sämtlicher SS-Dienststellen.“
Durch einen Zeitungsbericht über eine Kindesentführung im Frühjahr 1944 konnte Neff anhand einer Personenbeschreibung der Kriminalpolizei München sachdienliche Hinweise auf die Ehefrau Raschers geben. Karoline Rascher konnten nach kriminalpolizeilichen Ermittlungen mehrere Fälle von Kindesentführungen nachgewiesen werden. In der Folge wurden die Eheleute Rascher aufgrund der Kindesentführungen und weiterer Beschuldigungen verhaftet. Rascher wurde im April 1945 im KZ Dachau durch Theodor Heinrich Bongartz exekutiert.
Spätestens ab Anfang 1944 war Neff Kommandoführer des Dachauer KZ-Außenkommandos Schlachters. Nach der Flucht eines Häftlings aus seinem Arbeitskommando im Oktober 1944 erfolgte Neffs zwangsweise Versetzung zu einem Panzerjagd-Kommando. Neff entfernte sich Anfang März 1945 unerlaubt von seiner Einheit und gelangte wieder nach Dachau. Dort war er zusammen mit seinem Freund Georg Scherer führend am Dachauer Aufstand kurz vor der Befreiung des KZ Dachau beteiligt, der am 28. April 1945 in Dachau stattfand. Ziel des gescheiterten Aufstands war, Dachau vor der Zerstörung zu bewahren und die endgültige Liquidierung beziehungsweise Evakuierung des KZ Dachau zu verhindern.

## Nach Kriegsende
Nach dem Ende des Zweiten Weltkrieges wurde Neff am 14. Juni 1946 aufgrund belastender Aussagen eines Mithäftlings durch Angehörige der United States Army verhaftet und im Internierungslager Dachau inhaftiert. Von dort wurde er als Zeuge der Anklage im Nürnberger Ärzteprozess nach Nürnberg überstellt, wo er am 17. Dezember 1946 über die Unterkühlungsversuche im KZ Dachau aussagte. Neff berichtete von über 300 Probanden dieser grausamen Versuche, von denen bis zu 90 an den Versuchsfolgen starben. Während des Prozesses setzte sich der Stadtrat von Dachau für Neff aufgrund seiner Verdienste beim Dachauer Aufstand ein. Nach einem halben Jahr wurde er wieder in Dachau interniert und, nachdem er zwischenzeitlich einen gescheiterten Fluchtversuch unternommen hatte, im November 1947 aus der Haft entlassen. Durch deutsche Polizei wurde er nach Verlassen des Internierungslagers erneut verhaftet und inhaftiert, jedoch aufgrund entlastender Aussagen eines ehemaligen Mithäftlings nach wenigen Tagen wieder entlassen. Anschließend lebte er in Dachau, heiratete, und war beruflich in unterschiedlichen Arbeitsfeldern tätig.
Vor dem Münchner Schwurgericht wurde Neff am 30. Dezember 1948 wegen Beihilfe zur Körperverletzung erstinstanzlich zu einem Monat Haft verurteilt, die jedoch durch die Untersuchungshaft als verbüßt galt. Eine Revision erbrachte die Einstellung des Verfahrens, in dem auch ehemalige Häftlinge für Neff aussagten.
„Walter Neff, dessen Fall symbolisch für viele stand, bekannte in seinem Schlusswort, er würde heute nicht anders handeln, käme er noch einmal in ein Konzentrationslager. Die Zuhörer, alles ehemalige Häftlinge aus dem Lager Dachau, klatschten ihm Beifall. Dann zündete der Saaldiener eine große Stallaterne an, denn in München herrschte um diese Abendstunde noch Stromsperre. Es war die Lampe des Diogenes, mit der sich die Richter in ihr Beratungszimmer zurückzogen, um den Zwiespalt zwischen Recht und Menschlichkeit zu lösen. Sie wählten einen Mittelweg und verurteilten Walter Neff wegen Beihilfe zur Körperverletzung zu der Mindeststrafe von einem Monat Gefängnis. Die Untersuchungshaft wurde ihm angerechnet, so dass er sofort auf freien Fuß gesetzt wurde. Das symbolische Urteil in dem tragischen Fall des Walter Neff hat niemand befriedigt.“
Neff, der zuletzt in der Kleiderfabrik von Georg Scherer als Verwalter arbeitete, verfasste noch mehrere Manuskripte über seine Zeit im KZ Dachau. Er verstarb Ende August 1960 in einem Münchner Krankenhaus.
„Wen das Schicksal zwang, in der Hölle dem Satan Handlangerdienste zu leisten, wen es zwang zu richten über Leben und Tod, ohne dazu berufen zu sein, [...] wird selbst irre an sich und seinen Handlungen.“
Zámečník beschreibt Neff als „zwiespältige Persönlichkeit“, da dieser einerseits vielen Häftlingen half und sich um die Stadt Dachau verdient machte, aber sich andererseits auch zum Gehilfen von Dr. Rascher für dessen menschenverachtende Versuche machen ließ. Neff selbst wurde beim Nürnberger Ärzteprozess beschuldigt, mindestens zwei Häftlinge umgebracht zu haben. Neff gab dies zu und rechtfertigte die Tötung dieser Häftlinge durch Schlafmittel aufgrund ihrer unheilbaren Erkrankung. Durch den Einfluss auf Dr. Rascher gelang es Neff zudem, ihm verhasste und im Lager aufgrund ihrer Brutalität gefürchtete Funktionshäftlinge an Stelle anderer Probanden Raschers Versuchsreihen zuzuteilen. Der brutale Blockälteste Robert Wagner wurde von Neff Dr. Rascher als Proband für die Unterdruck-Versuche vorgeschlagen. Rascher nahm schließlich statt eines jüdischen Häftlings namens Cohen den Blockältesten Wagner als Versuchsopfer, für den der Häftlingsschreiber Hermann Langbein noch am selben Abend die Totenmeldung ausfüllte.

## Werke
Manuskripte von Walter Neff:
- Arzt des Todes. Zwei-Brücken-Verlag, Miesbach 1949, nicht mehr auffindbar aber als Manuskript erhalten im Archiv der Gedenkstätte Dachau.
- Recht oder Unrecht. Manuskript ohne Datum, Archiv der Gedenkstätte Dachau, Dok. Nr. 8.207.
- Block 5 wird Versuchsstation. Manuskript ohne Datum, Archiv der Gedenkstätte Dachau, Dok. Nr. 158.